# Kristova přímluva

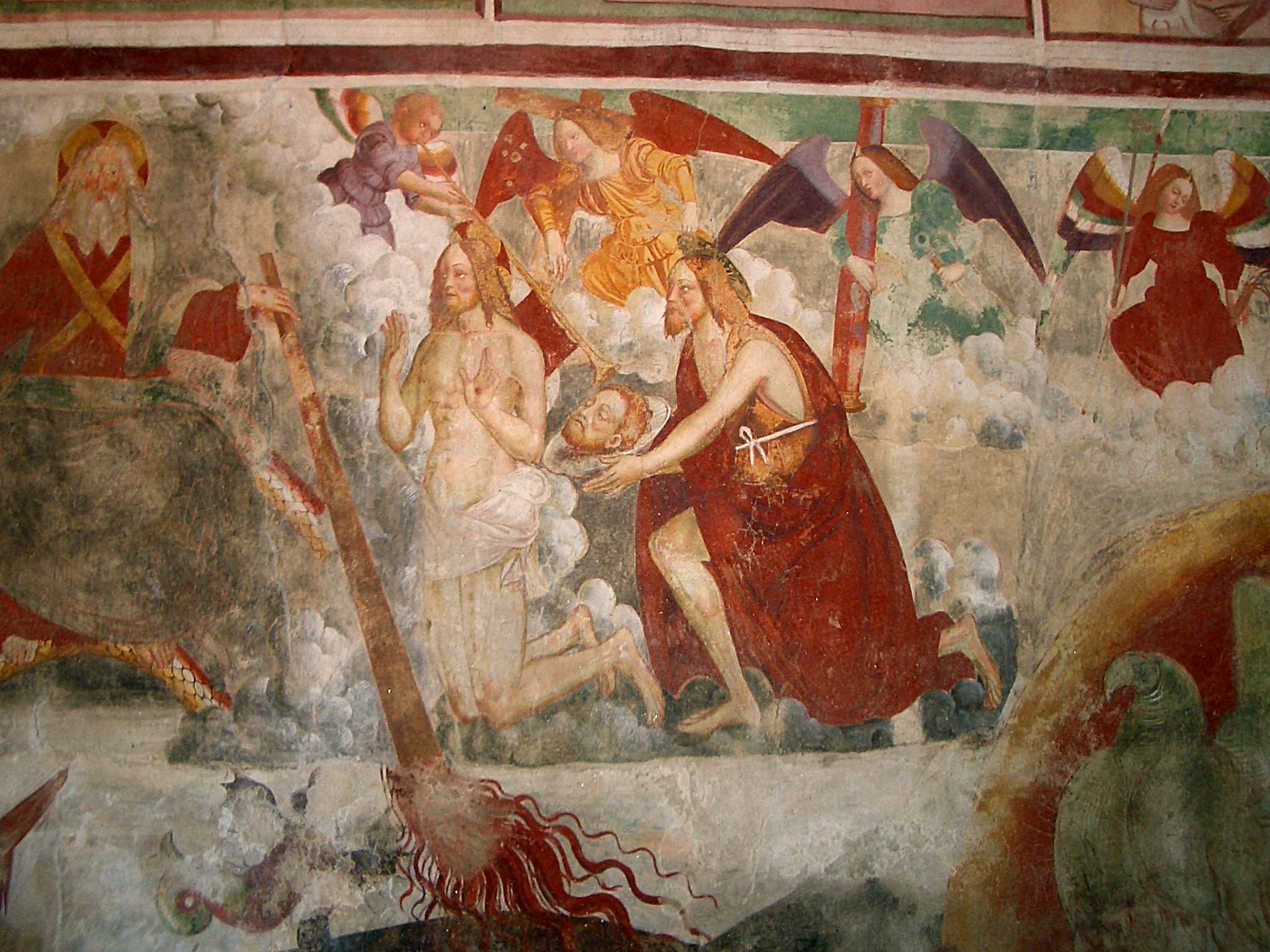
Ježíš (a Jan Křtitel) klečí před Bohem Otcem při Posledním soudu. Freska v Paruzzaro, Itálie, kolem roku 1518

Kristova přímluva je křesťanská víra v pokračující Ježíšovu přímluvu a jeho zastávání se lidstva i po jeho nanebevstoupení.
V křesťanském učení se Kristova přímluva u Boha vztahuje k Ježíšově slavnostní připomínce (anamnésis) před Bohem během Poslední večeře a k trvalé památce eucharistické oběti.
Z christologického hlediska se rozlišuje přímluva Kristova a přímluva Ducha svatého. V prvním případě se Kristus obrací s prosbami k Otci v nebi, v druhém případě proudí z nebe k srdcím věřících Utěšitel (Duch svatý).

## Biblický základ
Teologický základ víry v Kristovu přímluvu je obsažen v Novém zákoně. V Listu Římanům – Řím 8, 34 (Kral, ČEP) svatý Pavel uvádí:
Kdo je odsoudí? Vždyť Kristus Ježíš, který zemřel a který byl vzkříšen, je na pravici Boží a přimlouvá se za nás!
Tato přímluva rezonuje s Janem – Jan 17, 22 (Kral, ČEP), kde se mluví o „nebeském společenství“ mezi Kristem a Bohem Otcem. První Janův list – 1Jan 2, 1–2 (Kral, ČEP) uvádí:
Avšak zhřeší-li kdo, máme u Otce přímluvce, Ježíše Krista spravedlivého. On je smírnou obětí za naše hříchy, a nejenom za naše, ale za hříchy celého světa.
V Listu Židům – Žd 7, 25 (Kral, ČEP) autor píše o „dokonalém spasení“ skrze neustálou Kristovu přímluvu:
Proto přináší dokonalé spasení těm, kdo skrze něho přistupují k Bohu; je stále živ a přimlouvá se za ně.  
Kristova přímluva v nebi je chápána jako pokračování modliteb a proseb, které konal za lidstvo na zemi, např. v Lukášovi – Lk 23, 34 (Kral, ČEP): „Otče, odpusť jim, vždyť nevědí, co činí.“

## Christologie
V Pavlově christologii má Kristova přímluva dvě složky, a to jak v přítomnosti, tak při posledním soudu, což je vyjádřeno v Římanům – Řím 8, 33–34 (Kral, ČEP) slovy „Kdo vznese žalobu proti vyvoleným Božím?“ a „Kdo je ten, kdo odsuzuje?“, a pak v listu Židům – Žd 7, 25 (Kral, ČEP) slovy o aktivitách Krista jako velekněze.
V křesťanském učení se Kristova přímluva u Boha vztahuje k Ježíšově anamnéze před Bohem během Poslední večeře a k trvalé památce eucharistické oběti. V christologii spásy se jednorázová Kristova oběť prostřednictvím jeho dobrovolné oběti na Kalvárii odlišuje od jeho trvalé přímluvy z nebe v roli velekněze a jeho role při Posledním soudu, ale vztahuje se k nim. Představa přímluvy Krista jako Božího Beránka souvisí s obrazem Beránka ve Zjevení – Zj 14, 1–5 (Kral, ČEP), kde ti, kdo jsou jako první spaseni, „byli vykoupeni z lidí“ skrze oběť Beránka:
To jsou ti, kdo následují Beránka, kamkoli jde. Ti byli vykoupeni z lidí, aby byli prvotinami pro Boha a Beránka.
Z christologického hlediska se Kristova přímluva odlišuje od přímluvy Ducha svatého. Zatímco v 1. listu Janova evangelia – 1Jan 2, 1 (Kral, ČEP) se píše: „Máme Přímluvce u Otce, Ježíše Krista spravedlivého“, v Janově evangeliu – Jan 14, 16–17 (Kral, ČEP) je uvedeno:
A já požádám Otce a on vám dá jiného Přímluvce, aby byl s vámi na věky – Ducha pravdy, kterého svět nemůže přijmout, poněvadž ho nevidí ani nezná. Vy jej znáte, neboť s vámi zůstává a ve vás bude.
Rozdíl mezi oběma formami přímluvy lze interpretovat z hlediska směru toku: v prvním případě Kristus přijímá prosby k Otci v nebi, v druhém případě proudí z nebe k srdcím věřících Utěšitel (Duch svatý).